# دان گرینجر
دان گرینجر (انگلیسی: Don Granger) تهیه‌کننده فیلم اهل ایالات متحده آمریکا است. وی از سال ۱۹۸۷ میلادی تاکنون مشغول فعالیت بوده‌است.
از فیلم‌ها یا مجموعه‌های تلویزیونی که وی در آن‌ها نقش داشته است، می‌توان به جک ریچر و مأموریت غیرممکن: ملت یاغی اشاره نمود.